# Grimesnil

Grimesnil este o comună în departamentul Manche, Franța. În 1 ianuarie 2022 avea o populație de 70 de locuitori.